# Segnosaure
El segnosaure (Segnosaurus, 'llangardaix lent' del llatí) és un gènere de dinosaure teròpode que pertany a la família dels Therizinosauridae i que va viure al Cretaci superior. L'espècie tipus, S. galinensis, fou descrita l'any 1979 pel Dr. A. Perle. Es van recuperar ossos aïllats de tres espècimens (que consistien en una mandíbula, una pelvis, una extremitat posterior, un coracoide escapular, un braç incomplet i vèrtebres) de Baynshirenstaya Svita de Mongòlia, de sediments datats entre el Cenomanià i el Turonià (període Cretaci).